# Sok Samnang
Sok Samnang (sinh ngày 18 tháng 1 năm 1995 ở Campuchia) là một cầu thủ bóng đá cho Preah Khan Reach Svay Rieng ở Giải bóng đá vô địch quốc gia Campuchia.

## Sự nghiệp quốc tế
Anh từng đại diện Campuchia thi đấu quốc tế.
Anh ghi bàn đầu tiên cho U-23 thi đấu với Philippines vào ngày 23 tháng 7 năm 2017 tại Vòng loại Giải vô địch bóng đá U-23 châu Á.

## Bàn thắng quốc tế

### U-23
| #  | Ngày                | Địa điểm                                               | Đối thủ     | Bàn thắng | Kết quả | Giải đấu                                        |
| -- | ------------------- | ------------------------------------------------------ | ----------- | --------- | ------- | ----------------------------------------------- |
| 1. | 23 tháng 7 năm 2017 | Sân vận động Olympic Phnôm Pênh, Phnôm Pênh, Campuchia | Philippines | 1–0       | 1–0     | Vòng loại giải vô địch bóng đá U-23 châu Á 2018 |

## Danh hiệu

### Câu lạc bộ
Svay Rieng
- Giải bóng đá vô địch quốc gia Campuchia: 2013
- Hun Sen Cup: 2011, 2012, 2015,2017